# Aleksandr Sieriebrow
Aleksandr Aleksandrowicz Sieriebrow (ros. Александр Александрович Серебров; ur. 15 lutego 1944 w Moskwie, zm. 12 listopada 2013 tamże) – radziecki kosmonauta, Lotnik Kosmonauta ZSRR, Bohater Związku Radzieckiego.

## Życiorys
W 1958 ukończył 7 klas szkoły w Kirowie, a w 1961 (ze srebrnym medalem) szkołę średnią w Moskwie. W 1967 ukończył Moskiewski Instytut Fizyczno-Techniczny (MIPT). Po ukończeniu instytutu przez 9 lat prowadził działalność naukową na jednym z jego wydziałów. W 1970 ukończył aspiranturę w MIPT w specjalności „fizyka cieczy, gazów i plazmy”, a w 1974 ukończył studia na Uniwersytecie marksizmu-leninizmu KPZR miasta Mytiszczi.
Od 1976 pracował w Stowarzyszeniu Badań i Produkcji „Energia”, wziął udział w rozwoju i testowaniu statków kosmicznych.
1 grudnia 1978 wstąpił do oddziału kosmonautów (cywilni specjaliści grupa 6.). Odbył pełne szkolenie ogólne kosmiczne i przygotowania do lotu na statku kosmicznym, takim jak Sojuz-T i stacja kosmiczna Salut.

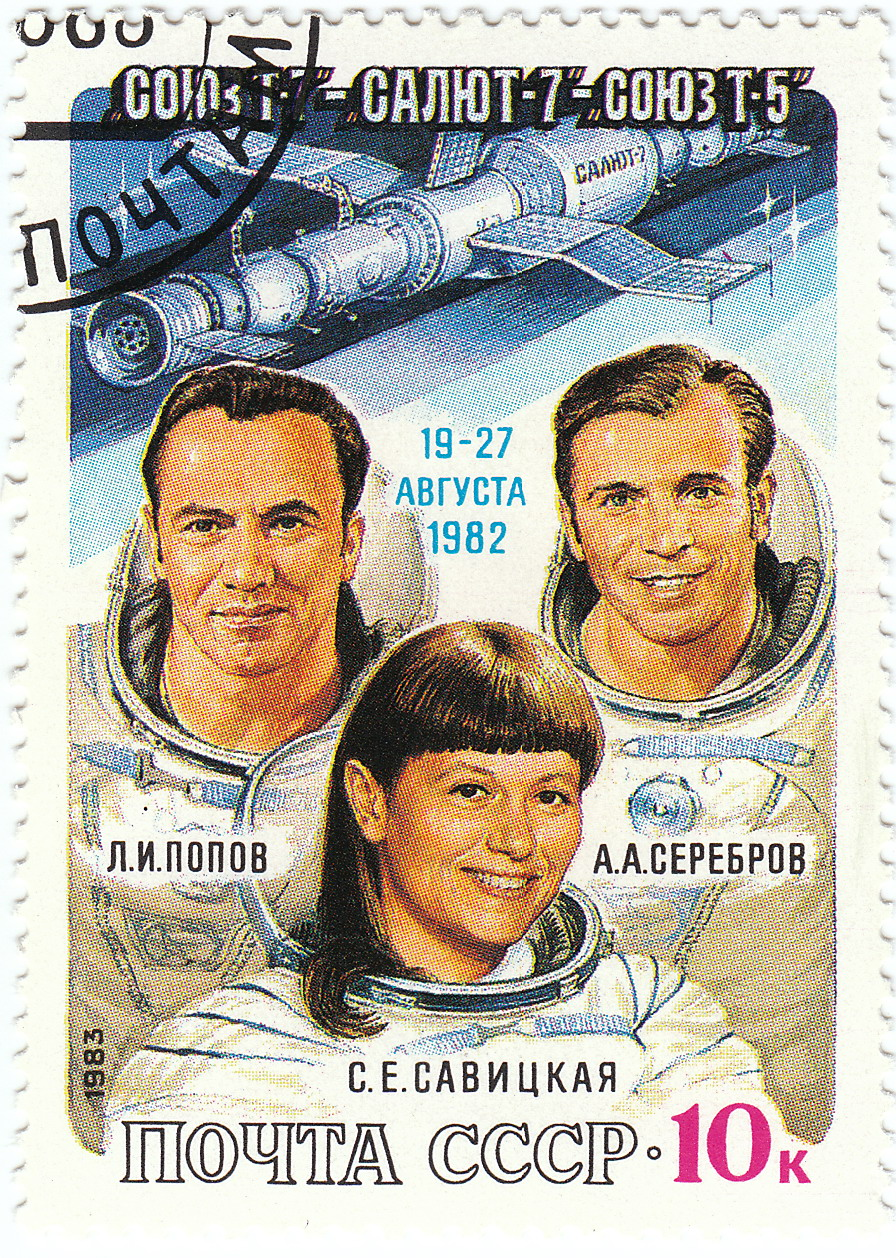
Znaczek pocztowy ZSRR upamiętniający misje na stację Salut 7

Pierwszy lot w kosmos rozpoczął 19 sierpnia 1982, wraz z Leonidem Popowem i Swietłaną Sawicką, jako inżynier lotu statku kosmicznego Sojuz T-7. Pracował na pokładzie stacji kosmicznej Salut 7 wraz z Anatolijem Bieriezowojem i Walentinem Lebiediewem. Wrócił na Ziemię 27 sierpnia na pokładzie Sojuza T-5.
Drugi lot kosmiczny wykonał od 20 do 22 kwietnia 1983, wraz z Władimirem Titowem i Giennadijem Striekałowem, jako kosmonauta badacz na Sojuzie T-8. Ze względu na nieprawidłowe działania systemu podejścia statku, nie dokonano dokowania do stacji Salut 7 i lot został przedwcześnie zakończony.
W lutym 1987, w czerwcu i listopadzie 1988 był dublerem członków załóg podczas lotów statku kosmicznego Sojuz TM-2, Sojuz TM-5 i Sojuz TM-7.
Trzeci lot kosmiczny odbył w dniach od 6 września 1989 do 19 lutego 1990 roku wraz z Aleksandrem Wiktorienką jako inżynier pokładowy Sojuza TM-8. W ciągu 166 dni pracował na pokładzie stacji kosmicznej Mir.
W styczniu 1993 był dublerem członka załogi podczas lotu statku kosmicznego Sojuz TM-16.
Czwarty lot kosmiczny rozpoczął 1 lipca 1993, wraz z Wasilijem Cyblijewem i francuskim astronautą Jeanem-Pierre’em Haigneré jako inżynier lotu statku kosmicznego Sojuz TM-17. Pracował na pokładzie stacji kosmicanej Mir. Wrócił na Ziemię wraz z Wasilijem Cyblijewem 14 stycznia 1994 roku na pokładzie statku kosmicznego Sojuz TM-17.
Podczas swojej kariery kosmonauty odbył dziesięć spacerów kosmicznych. Łącznie spędził 31 godzin 50 minut i 30 sekund w otwartej przestrzeni kosmicznej.
10 maja 1995 opuścił korpus kosmonautów i przeszedł na emeryturę.
Następnie pracował jako redaktor gazety „Zwiezdnyj czas”.
Zmarł nagle 12 listopada 2013 w Moskwie.

## Nagrody i odznaczenia
- uhonorowany tytułem Bohatera Związku Radzieckiego (1982)
- dwukrotnie Order Lenina (1982, 1983)
- oficer francuskiej Legii Honorowej (1988)
- Order Rewolucji Październikowej (1990)
- Order Przyjaźni Narodów (1994)
- Medal „Za zasługi w podboju kosmosu” (2011)
- Universal Astronaut Insignia za lot orbitalny (nr 110, pośmiertnie) – Stowarzyszenie Uczestników Lotów Kosmicznych (Association of Space Explorers(inne języki))[2]

## Życie prywatne
Żonaty, miał jedno dziecko. Od strony matki był polskiego pochodzenia, mówił płynnie po polsku.

## Wykaz lotów
| Loty kosmiczne, w których uczestniczył Aleksandr Sieriebrow                | Loty kosmiczne, w których uczestniczył Aleksandr Sieriebrow | Loty kosmiczne, w których uczestniczył Aleksandr Sieriebrow | Loty kosmiczne, w których uczestniczył Aleksandr Sieriebrow | Loty kosmiczne, w których uczestniczył Aleksandr Sieriebrow | Loty kosmiczne, w których uczestniczył Aleksandr Sieriebrow | Loty kosmiczne, w których uczestniczył Aleksandr Sieriebrow |
| №                                                                          | Data startu                                                 | Statek kosmiczny                                            | Data lądowania                                              | Statek kosmiczny                                            | Funkcja                                                     | Czas trwania                                                |
| -------------------------------------------------------------------------- | ----------------------------------------------------------- | ----------------------------------------------------------- | ----------------------------------------------------------- | ----------------------------------------------------------- | ----------------------------------------------------------- | ----------------------------------------------------------- |
| 1                                                                          | 19 sierpnia 1982                                            | Sojuz T-7                                                   | 27 sierpnia 1982                                            | Sojuz T-5                                                   | inżynier pokładowy                                          | 7 dni 21 godzin 52 minuty i 24 sekundy                      |
| 2                                                                          | 20 kwietnia 1983                                            | [Sojuz T-8                                                  | 22 kwietnia 1983                                            | Sojuz T-8                                                   | inżynier pokładowy                                          | 2 dni 17 minut i 48 sekund                                  |
| 3                                                                          | 5 września 1989                                             | Sojuz TM-8                                                  | 19 lutego 1990                                              | Sojuz TM-8                                                  | inżynier pokładowy Sojuza i stacji Mir                      | 166 dni 6 godzin 58 minut i 16 sekund                       |
| 4                                                                          | 1 lipca 1993                                                | Sojuz TM-17                                                 | 14 stycznia 1994                                            | Sojuz TM-17                                                 | inżynier pokładowy Sojuza i stacji Mir                      | 196 dni 17 godzin 45 minut i 22 sekundy                     |
| Łączny czas spędzony w kosmosie — 372 dni 22 godziny 53 minuty i 50 sekund |                                                             |                                                             |                                                             |                                                             |                                                             |                                                             |